# عبد الرحمن خليف
عبد الرحمن خليف أو عبد الرحمن بن علي بن محمد العربي خليف القيرواني (27 مايو 1917 - 19 فبراير 2006)، عالم دين، وفقيه تونسي.

## مؤلفاته
رغم أعباء الشيخ المهنية والدينية فإنه كان معطاء في التأليف خاصة بعد تفرغه من عمله. وهذه قائمة الكتب الصادرة للشيخ:
- من مسائل الصيام بمشاركة الشيخ الأمجد قدية – طبعت بتونس 1952
- التربية من الكتاب والسنة بمشاركة أستاذين – طبع بالعراق وقرر للتدريس بتونس .
- العقيدة والسلوك بمشاركة أستاذين –طبع بتونس و قرر للتدريس بتونس.
- ترتيب مناسك الحج طبع بتونس سنة 1972.
- آفاق الصيام في الإسلام طبع بتونس سنة 1990 .
- كيف تكون خطيبا طبع بالسعودية و بلبنان و بمركز الدراسات الإسلامية بالقيروان سنة 1994.
- أين حظ الإسلام من لغة القرآن ؟ طبع بالكويت
- مشاهد الناس عند الموت طبع بمصر 1997.
- مشاهد الناس بعد الموت طبع بتونس 2002.